# Загородная вилла П. С. Оконишникова
Загородная вилла П. С. Окони́шникова — загородный дом, построенный в 1903 году для предпринимателя и коннозаводчика П. С. Оконишникова. Расположен по адресу Москва, улица Константина Симонова, дом 2А. Объект культурного наследия регионального значения.

## История
Дачи вдоль Петербургского шоссе стали строить с середины XIX века. К началу XX века здесь уже начинается активное строительство доходных домов и зданий промышленного назначения, однако территория пока ещё остаётся дачной. Имеющее Г-образную форму владение на углу Петербургского шоссе и Лазовского переулка ранее принадлежало губернскому секретарю Д. Д. Сонцову. Ему имение «при сельце Петровское, Зыково тож именуемое „Бай-Бай…“» перешло «от опеки над личностью и имуществом умалишенной Юлии Павловны Прецехтель». В 1902 году Сонцов продаёт участок П. С. Оконишникову, оставив себе участок по соседству. Территория виллы на момент покупки была вдвое больше по сравнению с её состоянием на начало XXI века — участок тянулся вдоль Лазовского переулка, его оканчивающаяся палисадником короткая сторона выходила на шоссе.
Оконишниковы занимались оптовой торговлей мануфактурным товаром через свой торговый дом «Сергей Оконишников с сыном и Ко». В Москве им принадлежало несколько владений на Большой Якиманке. Павел Сергеевич был также видным коннозаводчиком и являлся членом Московского общества поощрения рысистого коннозаводства (а в 1903 году стал его вице-президентом). Это обстоятельство, вероятно, повлияло на выбор для строительства виллы участка в районе Петровского парка — неподалёку располагался Московский ипподром и прилегавшие к нему конюшни.
В 1903 году новый владелец получил разрешение снести имевшиеся на участке строения и возвести на их месте одноэтажную загородную виллу из камня с подвалом и мезонином. Здание было возведено в глубине участка парадным фасадом к Лазовскому переулку, дворовый фасад выходил к участку Д. Д. Сонцова.
После завершения строительства в 1905 году Оконишников заложил новое имение в Московском городском кредитном обществе за 45 тыс. рублей. В 1907 году владелицей виллы стала сестра Павла Сергеевича А. С. Сорокоумовская, в том же году имение было продано Николаю и Владимиру Лежневым. Долг кредитному обществу был выплачен в марте 1917 года В. В. и М. Э. Лежневыми. При советской власти имение было национализировано.
После национализации дом использовался в жилых целях, затем здание занимали детская поликлиника, организация «Союздор». В 1996-1997 годах во время реконструкции деревянные сооружения здания были заменены на несгораемые. В 1998 году часть оригинальной ограды вдоль юго-западной стороны владения была разрушена ради строительства нового дома. Из-за близких строительных работ в здании виллы образовались трещины. В начале 2000-х годов собственником здания был проведён капитальный ремонт. Приспосабливая дом под собственные нужды, он демонтировал световой фонарь и заменил его надстройкой. В это же время были уничтожены все столярные заполнения за исключением дубовой входной двери. Ремонт и реставрация здания были выполнены в 2018 году.
В 2019 году дом с оградой и воротами получил статус объекта культурного наследия регионального значения.

## Архитектура
Центральный вход выполнен в виде ризалита со скруглёнными углами, парой пилястр, карнизом и аттиком. Вход декорирован филёнками с классическим растительным орнаментом и картушем. Парадная лестница каменная, расширяющаяся книзу, обрамлена дугообразными парапетами с окончаниями вроде волют. Украшение окон состоит из сандриков с декоративными кронштейнами, расположенных под ними филёнок с орнаментом в виде меандра и подоконных вставок с лепными гирляндами. Вдоль фасадов простирается фриз с растительным орнаментом, увенчанный профилированным карнизом.
Подвал здания являлся жилым, опирающиеся на железные балки бетонные своды достигали в высоту 5 аршин (3,5 м). Высота первого этажа — 7 аршин (почти 5 м). Слева относительно главного входа, к северному углу дома, была пристроена деревянная терраса с колоннами, карнизом и железной крышей. Первый этаж был разделён на семь комнат и большой вестибюль с колоннами в два ряда, увенчанный свинцовым световым фонарём с цветными стёклами (его стоимость составляла 750 рублей). Лестницы были выполнены из камня и ограждены металлическими перилами, в окна вставлены зеркальные стёкла. В здании был проведён водопровод и оборудован ватерклозет. Полы виллы были выложены дубовым паркетом, имелся декорированный мрамором камин.
На участке также были построены конюшни на 14 денников, беседка с деревянными колоннами, двухэтажный флигель для управляющего и каменные погреба. Ни одна из этих построек до настоящего времени не сохранилась.

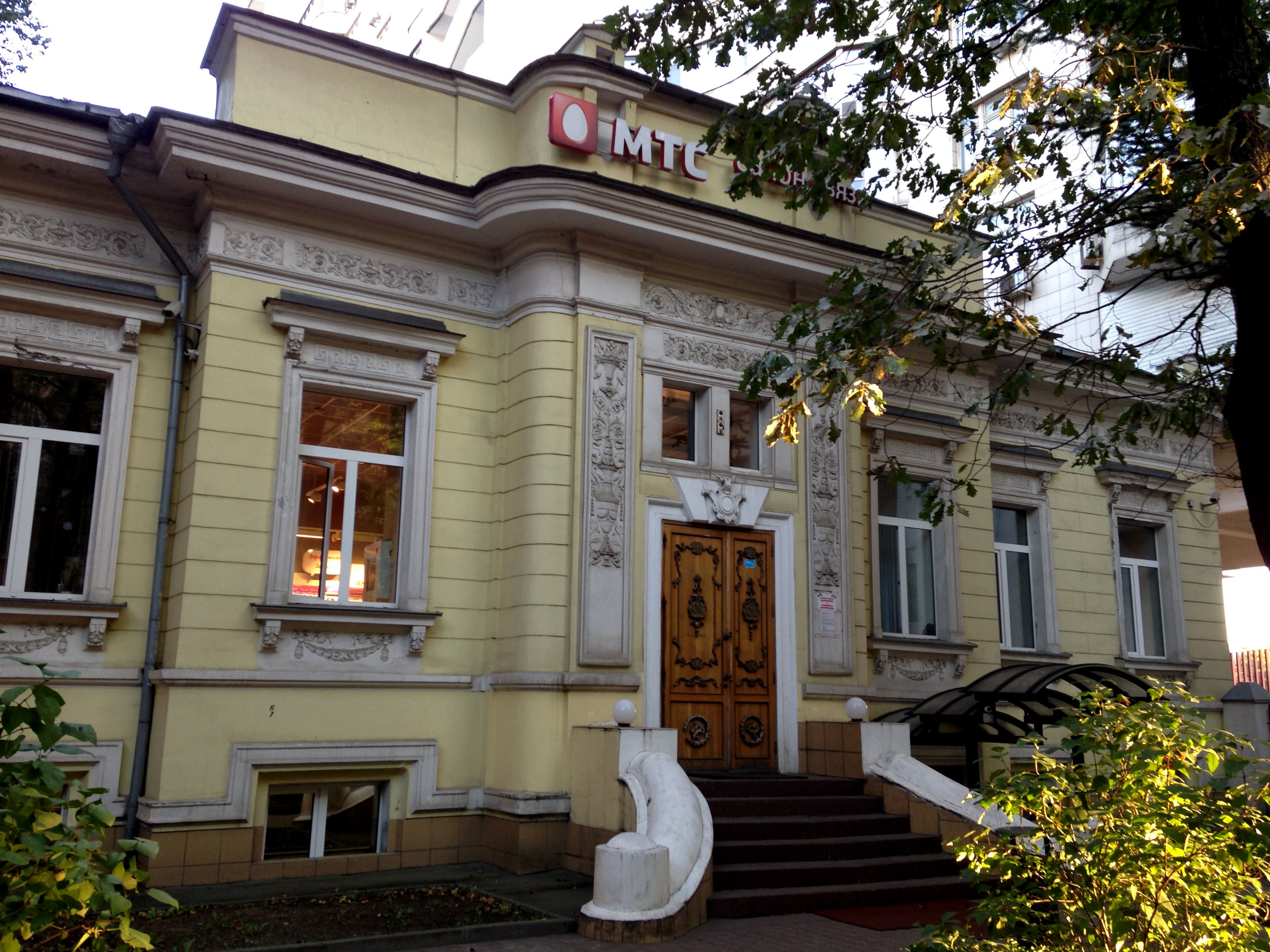
Парадный фасад и главный вход
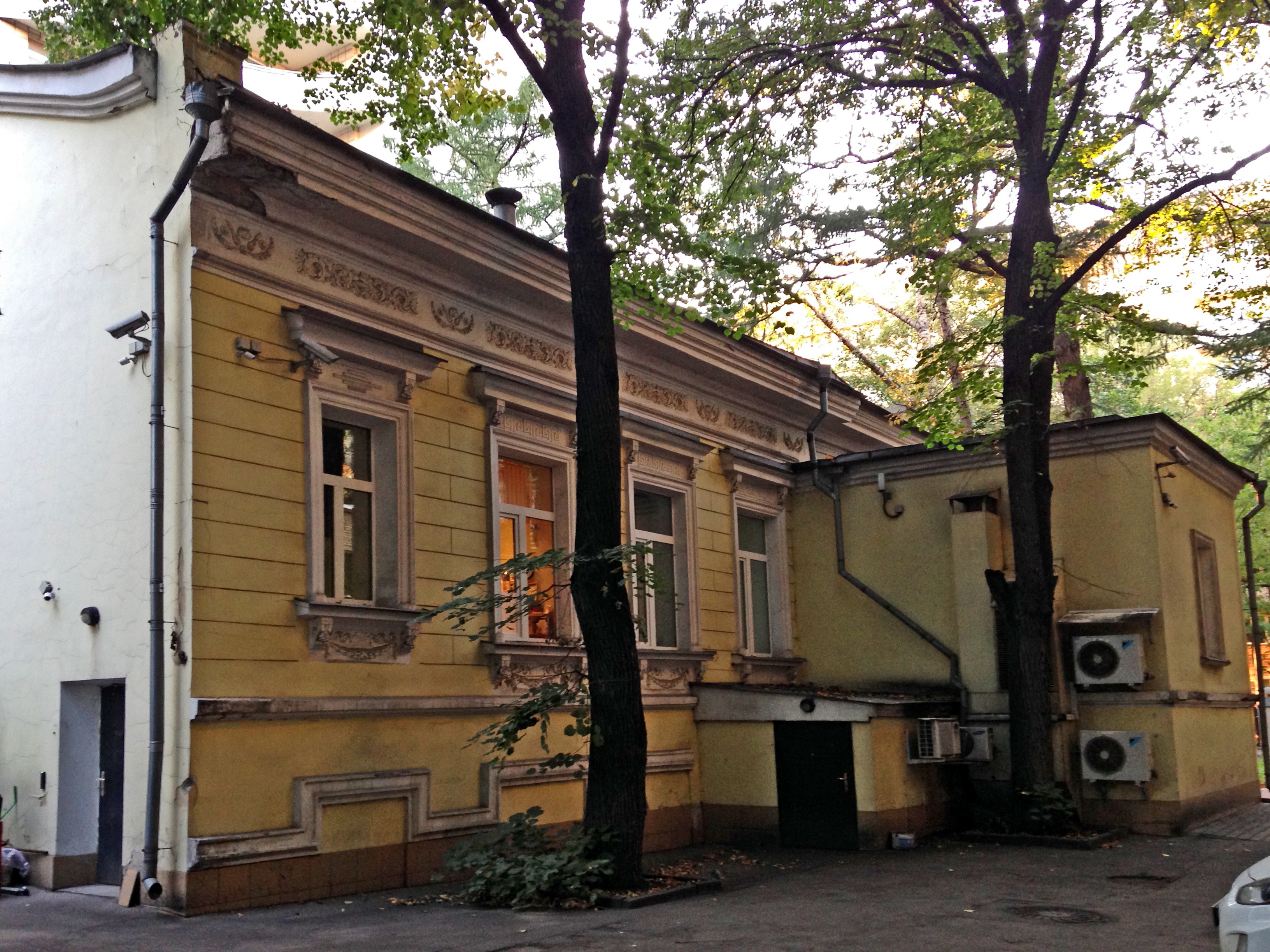
Северо-восточный фасад